# Ludwig Born (Politiker)

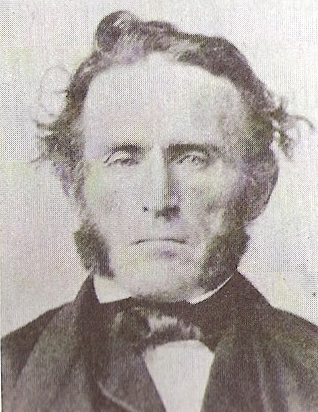
Ludwig Born

Ludwig Born (* 13. Januar 1813 in Langenscheid; † 15. April 1875 ebenda) war ein deutscher Landwirt und Mitglied des Konstituierenden Reichstags des Norddeutschen Bundes.

## Leben
Ludwig Born war der Sohn des Landwirts Johannes Ludwig Born (2. Januar 1774 – 13. März 1829) und dessen Frau Marie Elisabeth (30. Oktober 1770 – 29. Juni 1829). Ludwig Born, der evangelischer Konfession war, heiratete am 13. Dezember 1835 in Langenscheid Marie Luise geborene Meckel (25. Februar 1815 – 27. März 1886).
Born war Landwirt in Langenscheid und wurde 1848 in den nassauischen Landtag gewählt, dem er bis 1851 angehörte. 1850 war er Mitglied des Bundes der demokratischen Vereine Nassaus. Von 1861 bis 1863 war er gewähltes Mitglied für den größeren Grundbesitz in der nassauischen ersten Kammer (gewählt aus der Gruppe der Grundbesitzer im Wahlkreis IV (Nastätten)) und von 1864 bis 1866 Mitglied der zweiten Kammer für den Bezirk Nassau (Wahlkreis XII) und die nassauische Fortschrittspartei.
Von 1867 bis 1874 war er Mitglied des Preußischen Abgeordnetenhauses und 1867 des Konstituierenden Reichstags des Norddeutschen Bundes für den Wahlkreis Wiesbaden 3 (St. Goarshausen, Unterwesterwald) und die Nationalliberale Partei.
Als Abgeordneter setzte er sich besonders für den Eisenbahnbau in seiner Heimat, für die kommunale Selbstverwaltung und die Grundrechte ein.
Von 1868 bis 1873 war er Mitglied des Nassauischen Kommunallandtags und von 1871 bis 1874 war er Mitglied des Landesausschusses des Regierungsbezirks Wiesbaden.